# Felicola
Santa Felicola (Roma, IV secolo – Roma, ...) fu una martire vissuta probabilmente nel IV secolo a Roma ed è venerata come santa dalla Chiesa cattolica.

## Storia
Santa Felicola fu una martire, probabilmente del IV secolo, le cui reliquie sono state donate dal papa Gregorio I al vescovo Giovanni di Ravenna intorno all'anno 592. È menzionata nel Martirologio Romano sotto la data del 13 giugno: "A sette miglia dalla città di Roma sulla Via Ardeatina, santa Felicola martire.".

## Leggenda
La leggenda conosciuta come gli Atti dei santi Nereo e Achilleo racconta di una certa Felicola, sorella di latte di santa Petronilla. Un tempo, un nobile ufficiale romano di nome Flacco invitò quest'ultima a sposarlo, ma la santa si rifiutò sia di cedere alle nozze che di abbandonare la religione cristiana per quella romana. Adirato, il nobile fece uccidere Petronilla, invitando poi la compagna Felicola ad abiurare la sua fede.
Una volta che anche Felicola si rifiutò di obbedire, Flacco la affidò ad un giudice, il quale, non riuscendo a sua volta a convincerla, la fece gettare in una tenebrosa prigione, condannandola a patire la fame e la sete. Poiché la santa non cedeva, venne denudata e tormentata sull'eculeo finché non rese lo spirito a Dio.
Il suo corpo, per ordine del prefetto, venne gettato in una cloaca nelle vicinanze della via Ardeatina a Roma. Ritrovati dal prete Nicomede, i suoi resti vennero seppelliti al VII miglio della medesima via.

## Culto
Le reliquie della santa vennero rinvenute nel 1112 dal presbiterio Benedetto, insieme a quelle del martire Gordiano, e quindi trasferite nella basilica di San Lorenzo in Lucina a Roma. Nel 1605 il suo corpo venne ritrovato nuovamente, quando ormai lo si credeva perduto, nella chiesa romana, venendo tumulato presso l'altare maggiore.